# Paul de Mascrany
 (décembre 2013).
Paul de Mascrany, seigneur de La Verrière, fut prévôt des marchands de Lyon de 1667 à 1669.
Paul est le frère d'Alexandre de Mascrany.